# Francesco d'Accorso
Francesco d'Accorso o d'Accursio, in latino Franciscus Accursius (Bologna, 1225 – 1293) è stato un giurista e letterato italiano, figlio del celebre glossatore Accursio.

## Biografia

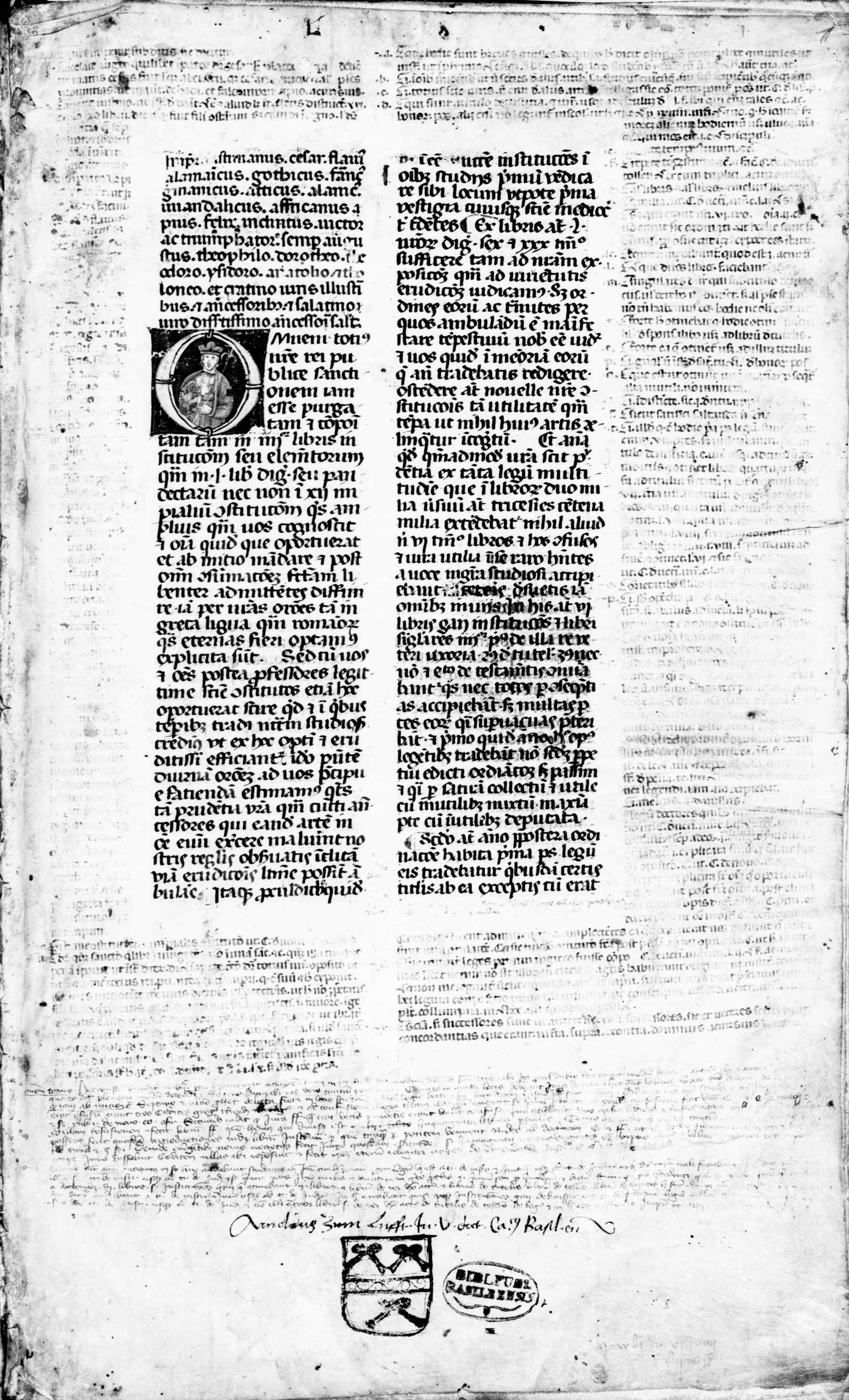
Additiones ad Digestum vetus, manoscritto, XIII secolo. Basilea, Universitätsbibliothek, Handschriften, C.I.1.

Studiò all'Università di Bologna dove ebbe tra i suoi compagni di studi Giacomo Belvisi. Insegnò diritto civile nella stessa università fino al 1273, poi venne chiamato all'Università di Oxford da Edoardo I d'Inghilterra. Un anno dopo la sua partenza gli vennero confiscati i beni a Bologna in quanto ghibellino. Quando tornò nella sua città, nel 1291, essi gli vennero comunque resi.
Ebbe due fratelli, Cervottus e Guglielmo, che, come lui, studiarono il diritto con il padre. Fu sepolto accanto al padre nell'arca monumentale davanti a San Francesco, a Bologna.
Dante Alighieri lo collocò tra i sodomiti nel XV canto dell'Inferno (v. 110).

## Opere

### Manoscritti
- Apparatus ad Digestum novum, XII-XIV secolo, Wien, Österreichische Nationalbibliothek, Codices (Altbestand), Cod. 2252 (antea Eug. f. 158).
- Apparatus ad Digestum vetus, XIII secolo, Città del Vaticano, Biblioteca Apostolica Vaticana, Fondo Ottoboniano latino, Ottob. lat. 1605.
  -  Additiones ad Digestum vetus, XIII secolo, Basel, Universitätsbibliothek, Handschriften, C.I.1.
  -  Additiones ad Digestum vetus, XIV secolo, Bologna, Biblioteca del Collegio di Spagna, Fondo manoscritti, ms. 285.

- Additiones ad Codicem, XII-XIII secolo, Città del Vaticano, Biblioteca Apostolica Vaticana, Fondo Vaticano latino, Vat. lat. 11598,  ff. 5ra-235va.
  -  Additiones ad Codicem, XII-XIII secolo, Firenze, Biblioteca Medicea Laurenziana, Fondo Santa Croce, Plut. 6 sin. 4,  ff. 1-234.
  -  Additiones ad Codicem, XIII secolo, Gent, Universiteitsbibliotheek, Handschriften, Hs. 21 (antea 93).
  -  Additiones ad Codicem, XIII secolo, Milano, Biblioteca Ambrosiana, Fondo manoscritti, ms. A 252 inf..
  -  Additiones ad Codicem, XIII secolo, Città del Vaticano, Biblioteca Apostolica Vaticana, Fondo Vaticano latino, Vat. lat. 1428,  ff. 1r-288v.
  -  Additiones ad Codicem, XIII secolo, Milano, Biblioteca Ambrosiana, Fondo manoscritti, ms. D 159 inf.,  ff. 1r-2v, 103r-104v.
- Additiones ad Volumen, XIV secolo, Città del Vaticano, Biblioteca Apostolica Vaticana, Fondo Borghese, Borgh. 374.
- Quaestiones, XIV secolo, Pistoia, Biblioteca Comunale Forteguerriana, Manoscritti, A.40.
  -  Quaestiones, XIV secolo, Paris, Bibliothèque Nationale de France, Fonds latin, Lat. 4489,  f. 119ra.
- Additiones ad Institutiones et Lecturae, XIV secolo, Leipzig, Universitätsbibliothek, Handschriften, Ms 1098.
- Casus Digesti novi, XII secolo, Stockholm, Kungliga Biblioteket, Handskrifter, B 683,  ff. 110ra-116vb.